# Bogwidza
Bogwidza, *Bogowid —  staropolskie imię męskie, złożone z członów Bog- ("Bóg", ale pierwotnie "los, dola, szczęście") i -widz-a ("widzieć"). Może zatem oznaczać "tego, który widzi Boga", albo "tego, który widzi los, widzi przyszłość". Pierwotna forma tego imienia najprawdopodobniej brzmi Bogowid, a forma Bogwidza jest zapisem imienia zdrobniałego, uformowanego przy użyciu przyrostka -ja, pod wpływem którego wygłosowe -d przeszło w -dza. Imię to miało zatem kształt *Bogowid, z drugim członem -wid, jak w imieniu Snowid. 